# Кукаркин, Василий Александрович
Василий Александрович Кукаркин (18 марта 1894 года,  Уфа, Российская империя — умер после 1945 года,  СССР) — советский военачальник, полковник (31.05.1940).

## Биография
Родился 18 марта 1894 года в городе Уфе. Русский. До призыва в армию  работал десятником на горных промыслах горнопромышленников Демидовых на Урале. В марте 1914 года мобилизован на военную службу и направлен в город Харбин, где зачислен в железнодорожный батальон по охране Китайско-Восточной железной дороги. Вскоре «за недисциплинированность» попал в штрафной батальон, и служил в нем в городах Иркутск и Омск.

#### Первая мировая война и Гражданская война
Зимой 1915 года по собственному желанию с маршевой ротой убыл на Юго-Западный фронт, где воевал в составе 126-го пехотного Рыльского полка 32-й пехотной дивизии. В том же году окончил учебную команду и служил фельдфебелем (старшиной роты). За боевые отличия был произведён в подпрапорщики. После Февральской революции 1917 года, возвращаясь с фронта, был задержан на пароходе и направлен в 164-й пехотный запасной полк в городе Казань, с введением выборности избран командиром мусульманской роты. Осенью был демобилизован и уехал на родину в Уфу. Во время Октябрьского переворота работал кладовщиком на станции Чишмы Волго-Бугульминской железной дороги.
В августе 1918 года, при занятии Уфы частями Красной армии, вступил в отряд И. С. Кутякова и назначен начальником пешей разведки (во 2-м Николаевском стрелковом полку 25-й стрелковой дивизии В. И. Чапаева). Вскоре заболел тифом и после выздоровления весной 1919 года назначен в 35-ю стрелковую дивизию 5-й Краснознаменной армии, где служил в 310-м стрелковом полку командиром батальона. Прошёл с ним с боями до Иркутска, при форсировании реки Тобол был ранен в ногу. В сентябре из Иркутска направлен в Одессу на 39-е пехотные командные курсы, после их окончания весной 1920 года поступил слушателем на тактическое отделение в Киевский военно-политический институт. Однако уже в октябре по неуспеваемости был отчислен и направлен на Туркестанский фронт командиром роты 2-го Мервского стрелкового полка. Участвовал с ним в борьбе с басмачеством.

#### Межвоенные годы
В марте 1923 года уволен в запас по болезни (малярия). Прибыв в Москву, в октябре 1923 года вновь вступил в Рабоче-крестьянскую Красную армию и назначен командиром роты в 144-й Вышневолоцкий стрелковый полк 48-й стрелковой дивизии Московского военного округа. В том же месяце направлен на окружные повторные командные курсы, после их окончания в октябре 1924 года вернулся в полк и проходил службу командиром пулеметной роты и начальником штаба батальона. В апреле 1932 года направлен на Дальний Восток начальником штаба батальона 7-го колхозного полка 3-й колхозной дивизии, а с апреля 1933 года в той же дивизии был командиром автотракторного взвода. С апреля 1935 года исполнял должность начальника мастерских капитального ремонта 1-й колхозной дивизии и колхозного корпуса, с мая 1936 года был начальником склада горючего № 473. В марте 1938 года майор Кукаркин был отстранён от должности и назначен помощником начальника по материальному обеспечению Хабаровского санатория 2-й Отдельной Краснознаменной армии, а с марта 1939 года исполнял должность начальника квартирно-эксплуатационной части Хабаровского гарнизона. С ноября 1939 года по июнь 1940 года находился на курсах «Выстрел», затем служил в Особом строительном корпусе командиром 2-го и 7-го строительных полков (г. Комсомольск-на-Амуре). Части корпуса осуществляли строительство завода металлоконструкций «Амурстальстрой».

#### Великая Отечественная война
С началом  войны в июле 1941 года корпус был расформирован, а полковник Кукаркин в августе назначен командиром 87-го запасного стрелкового полка 27-й запасной стрелковой бригады 35-й армии Дальневосточного фронта. В сентябре 1942 года убыл в распоряжение Главного управления кадров Наркомата обороны, а в октябре назначен заместителем командира 229-й стрелковой дивизии Московской зоны обороны. С 16 декабря 1942 года по 28 января 1943 года по болезни находился на лечении в госпитале в Москве, затем был назначен заместителем командира 6-й учебной бригады Московского военного округа в городе Казань. С 14 мая 1943 года командовал 1-й отдельной женской добровольческой бригадой, после ее расформирования с 14 августа зачислен в резерв ГУК, затем направлен на Западный фронт и назначен заместителем командира 174-й стрелковой дивизии. В составе 21-й армии участвовал с ней в Смоленской наступательной операции. С 18 сентября был допущен к командованию 174-й стрелковой дивизией. В это время она входила в 5-ю армию и занимала оборону на юго-восточной окраине города Ельня. С прибытием штатного командира полковника Ц. А. Горелика с 3 октября вновь исполнял должность его заместителя. С декабря 1943 года по февраль 1944	года находился по болезни в госпитале, затем был назначен заместителем командира 247-й стрелковой Рославльской дивизии. В апреле — мае 1944 года вновь по болезни находился на лечении в госпитале. Летом направлен на 1-й Белорусский фронт и с 25 июля вступил в должность заместителя командира 170-й стрелковой Речицкой дивизии. С 28 сентября 1944 года по январь 1945 года находился в отпуске по болезни и в Сочинском санатории РККА им. К. Е. Ворошилова, затем был направлен в распоряжение Военного совета 2-го Белорусского фронта. С марта исполнял должность военного коменданта уезда и города Штольп (Польша).

#### Послевоенное время
После войны продолжал служить в той же должности в Северной группе войск. 14 декабря 1945 года полковник Кукаркин уволен в запас.

## Награды
- орден Ленина (30.04.1945)[4][5]
- два ордена Красного Знамени (15.12.1943[6], 03.11.1944[7][5])
  - медали в том числе:
  - «XX лет Рабоче-Крестьянской Красной Армии» (1938)[6]
  - «За победу над Германией в Великой Отечественной войне 1941—1945 гг.» (1945)